# جيمي شيرمان
جيمي شيرمان (بالإنجليزية: Jimmy Sherman)‏ هو عازف بيانو وموسيقي أمريكي، ولد في 17 أغسطس 1908 في ويليامسبورت في الولايات المتحدة، وتوفي في 11 أكتوبر 1975.

## وصلات خارجية
- جيمي شيرمان على موقع ميوزك برينز (الإنجليزية)
- جيمي شيرمان على موقع أول ميوزيك (الإنجليزية)
- جيمي شيرمان على موقع ديسكوغز (الإنجليزية)